# クラウトハイム (ホーエンローエ郡)
クラウトハイム (ドイツ語: Krautheim, ドイツ語発音: [ˈkra‿utha‿im]) は、ドイツ連邦共和国バーデン＝ヴュルテンベルク州ホーエンローエ郡に属す郡所属市。ヤクスト川沿いに位置する。

## 地理

### 位置
クラウトハイムはヤクスト川の一番北の到達点に面し、標高210mから420mに位置する。ヤクスト川はこのあたりでは深さ130mから150mの渓谷をホーエンローエ平野の石灰地層に刻んでいる。クラウトハイムは、遠方からも見える、高さ17m、厚さ2.7mの防壁を持ち堂々たる外観を示す城の眺めに特徴づけられる。高さ約30mの巨大なベルクフリート（主塔）は、ヤクスト渓谷やその周辺地域の広い範囲から見ることができる。

### 市の構成
現在のクラウトハイム市は1972年から1973年の行政改革によって生まれた。それまで独立したバーデンの自治体であったクラウトハイム、ゴンマースドルフ、ホレンベッハ、クレプザウ、ノインシュテッテン、オーベルンドルフおよびヴュルテンベルクの自治体アルトクラウトハイム、オーバーギンスバッハ、ウンターギンスバッハが合併し、新しいクラウトハイム市が成立した。各地区は70人から700人の人口を擁している。クラウトハイム地区自身は、人口約2,000人の首邑である。

## 歴史
- 1096年: クラウトハイム（おそらく現在のアルトクラウトハイム）が Cruthaimとして初めて文献上で言及される。創設はフランク人による。
- 1213年: 城（現在の首邑クラウトハイム）がヴォルフラート1世フォン・クラウトハイムにより山頂に築かれた。
- 1240年 - 1242年: シュタウフェン家の帝権の象徴（王冠、王笏、剣）がおそらくクラウトハイム城に保管されていた。
- 1306年: バレンベルク（現在はラーヴェンシュタインの市区）とともに都市権を与えられた。
- 1329年: クラウトハイムが初めて「都市」と記述された。
- 1399年以後: クラウトハイムは、マインツ司教の勢力下（やがてその所領）におかれた。
- 1803年: クラウトハイムの市とアムトが、帝国代表者会議主要決議に従いザルム＝ライファーシャイト＝ベトブルク家に割譲された。
- 1806年: ライン同盟によりアムト・クラウトハイムはヤクスト川の北側がバーデン大公国、南側がヴュルテンベルク王国に分割された。これによりクラウトハイムはバーデンに、アルトクラウトハイムはヴュルテンベルクに属することとなった。

### 市町村合併
- 1971年9月1日: ゴンマースドルフ、ホレンバッハ、クレプザウ、オーベルンドルフ
- 1972年12月1日: ノインシュテッテン
- 1973年1月1日: アルトクラウトハイム、オーバーギンスバッハ、ウンターギンスバッハ

## 行政

### 市議会
クラウトハイムの市議会は22議席からなる。

## 経済と社会資本

### 交通
クラウトハイムは1988年までヤクストタール鉄道（メックミュール - デルツバッハ）により広域高速鉄道網に接続していた。現在、最寄りの鉄道駅は、メックミュール、シュヴェービッシュ・ハル＝ヘッセンタール、バート・メルゲントハイム、オスターブルケンである。最も近いアウトバーンのインターチェンジは、A81号のオスターブルケンである。また、最も近くを走る連邦道は、隣のデルツバッハを走るB19号線である。

### 地元企業
キュンツェルスアウに本社を置くヴュルト・グループ（工具製造）は、クラウトハイムにも大きな経済上の影響を及ぼしている。クラウトハイム自身にある企業では、Wöhrle（金属器具製造）、Dometic Seitz（キャンピングカーやその周辺商品の下請け製造）および Bundesverbandes Selbsthilfe Körperbehinderter e.V.（身体障害者自立支援の連邦同盟）の施設が、最も大きな雇用主である。

## 文化と見所

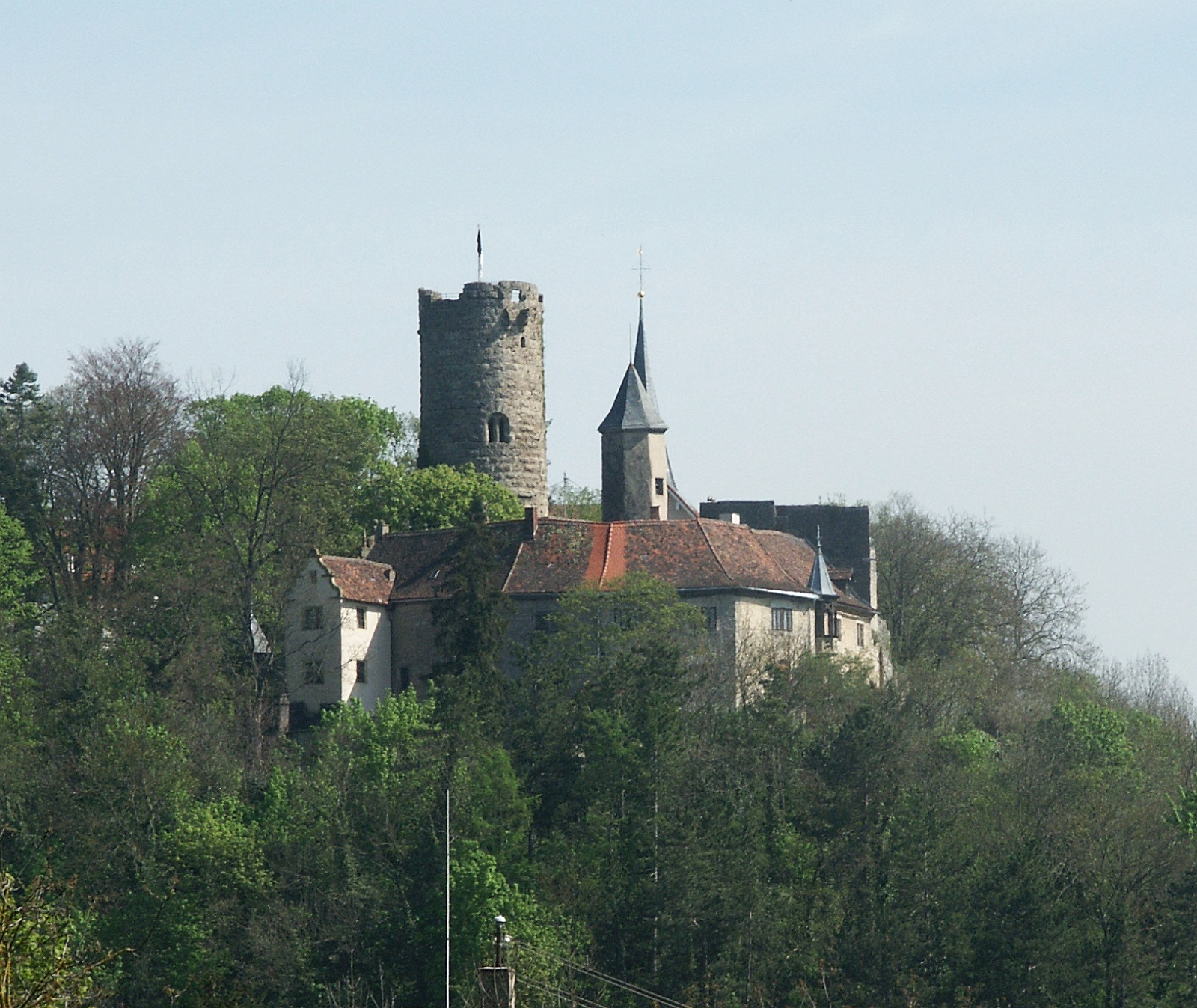
クラウトハイム城

### 博物館
ヨハンニター博物館
ヨハンニター騎士団（プロテスタントの聖ヨハネ騎士団）の歴史を展示。城山のラートハウス（市庁舎）のすぐ近くにある。
城の博物館
クラウトハイム城の歴史を展示。
どちらの博物館も5月から9月の週末および祭日に開館している。開館期日外の観覧希望者は、市当局に申し込む。

### スポーツ
クラウトハイム地区には、サッカー（TSVクラウトハイム）、テニス（TSCクラウトハイム）、バレーボール（ASCクラウトハイム）のチームがある。ゴンマースドルフ地区には、サッカークラブ VfRゴンマースドルフ（オーデンヴァルト地方リーグ）がある。

## 人物

### 出身者
- フランツ・コンラート・マッケ（1756年 - 1844年）マインツ市長

## 引用
1. ↑  Statistisches Landesamt Baden-Württemberg – Bevölkerung nach Nationalität und Geschlecht am 31. Dezember 2023 (CSV-Datei)
2. ↑  Max Mangold, ed (2005). Duden, Aussprachewörterbuch (6 ed.). Dudenverl. p. 485. ISBN 978-3-411-04066-7